# Nierembergia pulchella
Nierembergia pulchella är en potatisväxtart som beskrevs av John Gillies och John Miers. Nierembergia pulchella ingår i släktet Nierembergia och familjen potatisväxter.

## Underarter
Arten delas in i följande underarter:
- N. p. longistyla
- N. p. macrocalyx